# Alyssum trapeziforme
Alyssum trapeziforme là một loài thực vật có hoa trong họ Cải. Loài này được Bornm. ex Nyár. mô tả khoa học đầu tiên năm 1949.